# Val Kilmer
Val Edward Kilmer, född 31 december 1959 i Los Angeles, död 1 april 2025 i Los Angeles, var en amerikansk skådespelare.
Kilmer slog igenom i filmen Top Secret! från 1984. Han medverkade i storfilmer som Top Gun, True Romance, Heat, Déjà vu, Alexander och Batman Forever. 
Val Kilmer var gift med skådespelaren Joanne Whalley 1988–1996. Med henne hade han två barn. Han ägde en gård i New Mexico vilken han sålde 2011. 
Kilmer tillhörde den religiösa rörelsen Kristen vetenskap, men valde trots det att söka medicinsk vård för sin cancer.

## Filmografi (i urval)
- 1984 – Top Secret!
- 1985 – ABC Afterschool Specials (TV-serie) (avsnitt 13.7 - One Too Many)
- 1985 – Snilleskolan
- 1986 – Top Gun
- 1986 – The Murders in the Rue Morgue (TV-film)
- 1987 – Kedjad (TV-film)
- 1988 – Willow
- 1989 – Billy the Kid
- 1989 – Döda mig igen
- 1991 – The Doors
- 1992 – Åskhjärta
- 1993 – McCoy
- 1993 – True Romance
- 1993 – Tombstone
- 1995 – Wings of Courage (kortfilm)
- 1995 – Batman Forever
- 1995 – Heat
- 1996 – The Island of Dr. Moreau
- 1996 – Savannens härskare
- 1997 – Helgonet
- 1997 – Dead Girl
- 1998 – Prinsen av Egypten (röst)
- 1999 – Vid första ögonkastet
- 1999 – Joe the King
- 2000 – Pollock
- 2000 – Red Planet
- 2002 – Salton Sea
- 2002 – Hard Cash
- 2003 – Masked and Anonymous
- 2003 – The Wonderland Murders
- 2003 – The Missing
- 2003 – Blind Horizon
- 2004 – Spartan
- 2004 – Stateside
- 2004 – Mindhunters
- 2004 – George and the Dragon (okrediterad)
- 2004 – Entourage (TV-serie) (avsnitt 1.5 The Script and the Sherpa)
- 2004 – Alexander
- 2005 – Kiss Kiss Bang Bang
- 2006 – Moscow Zero
- 2006 – 10th & Wolf
- 2006 – Played
- 2006 – Summer Love
- 2006 – Déjà vu
- 2006 – The Ten Commandments: The Musical
- 2007 – Have Dreams, Will Travel
- 2007 – Numb3rs (TV-serie) (avsnitt 4.1 - Trust Metric)
- 2007 – Comanche Moon (TV-serie)
- 2008 – Conspiracy
- 2008 – Delgo (röst)
- 2008 – Columbus Day
- 2008 – Love Guru
- 2008 – Felon
- 2008 – 2:22
- 2008 – XIII
- 2008 – The Steam Experiment
- 2008–2009 – Knight Rider (TV-serie) (röst)
- 2009 – Streets of Blood
- 2009 – American Cowslip
- 2009 – The Thaw
- 2009 – Bad Lieutenant: Port of Call New Orleans
- 2009 – Hardwired
- 2009 – Double Identity
- 2010 – Provinces of Night
- 2010 – MacGruber
- 2010 – Gun
- 2010 – The Traveler
- 2010 – Tales of an Ancient Empire
- 2011 – Kill the Irishman
- 2011 – 5 Days of War
- 2011 – Blood Out
- 2012 – 7 Below
- 2012 – Breathless
- 2013 – Standing Up
- 2013 – Palo Alto
- 2013 – Flygplan (röst)
- 2014 – Tom Sawyer & Huckleberry Finn
- 2017 – Song to Song
- 2017 – The Snowman
- 2022 – Top Gun: Maverick